# Grič pri Trebnjem
Grič pri Trebnjem – wieś w Słowenii, w gminie Trebnje. W 2018 roku liczyła 7 mieszkańców.